# Милица Црнобрња Вукадиновић
Милица Црнобрња Вукадиновић (Београд, 1975) је српска сликарка.

## Биографија
Рођена је 1975. године у Београду. Дипломирала је на одсеку консервација и рестаурација штафелајне слике на Академији Српске православне цркве за уметност и консервацију 2000. Дипломирала је 2003. и магистрирала 2006. на одсеку сликарство на Факултету ликовних уметности Универзитета уметности у Београду, у класи професора Чедомира Васића. Одбранила је докторски уметнички пројекат 2016. године на Факултету ликовних уметности Универзитета уметности у Београду. Ради на Факултету примењених уметности Универзитета уметности у Београду од 2013. године у звању доцента. Члан је Удружења ликовних уметника Србије од 2004. године. У периоду од 2006. до 2013. је имала статус самосталног уметника.
Од 1999. активно излаже на самосталним и групним изложбама и уметничким фестивалима у земљи и иностранству. Учествовала је на изложби видео инсталација колажа „Чипка неминијатура” у Павиљону Вељковић Центра за културну деконтаминацију 1999, изложби фото објеката „Фрагменти Чипке неминијатура” у галерији Андерграунд 2000, изложби слајд инсталација „Виртуелна ткања” са Александром Здравковићем у галерији СУЛУЈ 2003, изложби слика и пројекција видео рада From the Music Box у галерији Ремонт 2004, вишемедијској изложби „По мери душе” са Томом Вукадиновићем у Задужбини Илије М. Коларца 2005, изложби цртежа, фотографија и иконица „Сликано светлом” у галерији Факултета ликовних уметности Универзитета уметности у Београду и Центру за културу Сопот 2006. и изложби цртежа на зидовима „Из кавеза, у кавез” у галерији Факултета ликовних уметности Универзитета уметности у Београду 2010, изложбама „Преслишавање 3” у галерији Ремонт, „У плавом” у Старој апотеци у Обреновцу и „Симулације” и Продајној галерији „Београд” 2012. и изложби зидних цртежа и мурала „Клавир у црном” у Музичкој школи „Мокрањац” 2015. године.
Добитница је стипендије фондације Мадлена Јанковић Зептер 1999—2000, награде „Љубица Цуца Сокић” за интимни мали формат 2001. и 2003, стипендије задужбине Студеница 2002—2003, стипендије Краљевине Норвешке 2000—2001, стипендије Републичке фондације за развој уметничког и научног подмлатка 2001—2004. и дипломе за уметнички допринос цртежу на Шестом бијеналу цртежа у Панчеву 2017. године. Њени радови се налазе у колекцијама у Музеју града Београда, резиденцији Швајцарске амбасаде, компанији Теленор и приватним колекцијама у Србији, Холандији и Швајцарској. Објавила је књиге „Печат за једно време” Сандре Нешовић 2000, „Рат и филм I – Логистика перцепције” Пола Вирилиа 2003. и „Реч” у Часопису за књижевност и културу и „Увођење” Јелене Керкез 2005. године. Конзерватор је заштитне фреске Покрајинског завода за заштиту споменика културе у манастиру Будисавци 1995, заштитне фреске Републичког завода за заштиту споменика културе Београд у манастиру Грачаница 1998. и интернационалних центара за конзервацију „Дијана” 1998—2000.